# Egzotyzacja i udomowienie
Egzotyzacja i udomowienie – strategie przekładowe w językoznawstwie.
Rozróżnienie między udomowieniem a egzotyzacją zostało wprowadzone przez Friedricha Schleiermachera, XIX-wiecznego teoretyka i historyka tłumaczeń. W swojej rozprawie Über die verschiedenen Methoden des Übersetzens (1813) skontrastował on ze sobą dwie strategie przekładoznawcze: „alienację” i „naturalizację”, którym odpowiadają „egzotyzacja” i „domestykacja”. Tłumacz ma do wyboru: albo zostawić autora w spokoju i przybliżać do niego czytelnika, albo zostawić czytelnika w spokoju i przybliżać do niego autora. Powszechnie używane dziś terminy udomowienie i egzotyzacja językoznawstwo zawdzięcza Lawrence’owi Venutiemu, amerykańskiemu teoretykowi i historykowi przekładu. Po raz pierwszy zostały użyte w jego przełomowej pracy The Translator’s Invisiblity – The History of Translation (New York: Routledge, 1995).

## Udomowienie
Udomowienie (domestykacja, ang. domestication) to strategia przekładowa, która w odróżnieniu od egzotyzacji (ang. foreignization) ukierunkowana jest na specyfikę kultury docelowej, a nie specyfikę oryginału.  Udomowienie tłumaczonego tekstu osiąga się poprzez zastępowanie jednostek leksykalnych języka źródłowego odpowiadającymi im wyrażeniami, upraszczaniem tekstu i dodawaniem niezbędnych w ocenie tłumacza wyjaśnień do tekstu po to, by stał się bardziej zrozumiały dla odbiorcy. W strategii udomowienia tłumacz stosuje płynny, przezroczysty styl, tak aby czytając przetłumaczony tekst, odbiorca miał wrażenie, że czyta oryginał, lub przynajmniej „był w stanie zrozumieć i docenić je [= tłumaczenie] w dokładnie taki sam sposób jak czytelnicy oryginału”.

### Przykłady
W teorii tłumaczenia biblijnego znany jest przykład tłumaczenia wyrażenia „baranek Boży” na język Eskimosów jako „foka Boża”. Baran jako zwierzę nie jest znany Eskimosom. Metafora biblijna jest dla Eskimosów bardziej czytelna, jeżeli baran zostanie zastąpiony foką.

### Krytyka
Według Lawrence’a Venutiego udomowienie jest strategią stosowaną głównie przez dominujące kultury. Nazywa ją „przemocą etnocentryczną” dokonywaną na obcym tekście. Techniki udomawiania w przekładzie stosowane były już w starożytnym Rzymie, gdzie tłumaczenie obcych tekstów było formą podboju na płaszczyźnie literackiej. Łacińscy tłumacze często usuwali elementy obce kulturowo lub zastępowali je typowo rzymskimi, np. imiona greckich poetów zamieniali na imiona swoich własnych rzymskich, oraz wprowadzali aluzje do własnej kultury po to, aby tekst nie wyglądał na tłumaczenie, a wręcz sprawiał wrażenie napisanego pierwotnie w łacinie (por. teorię polisystemu Itamara Ewen-Zohara).
Udomowienie jest też krytykowane za „iluzję zachowania autentyczności” tekstu, co w rzeczywistości może wywołać u czytelnika poczucie „dziwności” i nienaturalności tłumaczonego tekstu.
Ponadto, w wyniku udomowienia, cechy kultury źródłowej są neutralizowane, co sprawia, że czytelnik może wysnuć wniosek, że kultura docelowa i źródłowa są podobne. W efekcie zanika „edukacyjny” walor tekstu.

## Egzotyzacja
Egzotyzacja (ang. foreignization) to strategia przekładowa, która ma na celu zachowanie specyficznych dla kultury źródłowej terminów oraz zachowanie zbliżonej lub identycznej do oryginału formy. Metoda egzotyzacji kładzie nacisk na uwydatnienie różnic lingwistycznych i kulturowych oryginału, czasami kosztem reguł języka docelowego. Lawrence Venuti, autor teorii udomowienia i egzotyzacji i zwolennik tej drugiej strategii, uważa, że w tłumaczeniu powinna być unaoczniona obecność tłumacza poprzez „podkreślenie egzotycznej tożsamości oryginału i ochronienie go przed ideologiczną dominacją kultury docelowej”. Zwolennicy tej strategii podkreślają, że dzięki niej tłumaczenie pozostaje wierne oryginałowi.

### Przykłady
Egzotyzacja na przykładzie biblijnej metafory „baranka Bożego” polegałaby na pozostawieniu jej w możliwie najmniej zmienionej formie.

### Krytyka
Egzotyzacja sprawia, że tekst jest trudniejszy do zrozumienia, ponieważ czytelnik / odbiorca musi zmierzyć się ze zjawiskami kultury, które nie istnieją w jego własnej kulturze.